# Campeonato Panamericano de Béisbol Sub-14 de 2003
El Campeonato Panamericano de Béisbol Sub-14 de 2003 con categoría Juvenil A, se disputó en Ciudad de México, México del 19 al 27 de julio de 2003. El oro se lo llevó México por tercera vez.

## Equipos participantes
- Aruba
- Brasil
- Estados Unidos
- Chile
- Guatemala
- Honduras
- México
- Perú
- Venezuela

## Resultados
| Posición | Selección            |
| -------- | -------------------- |
|          | México               |
|          | Venezuela            |
|          | Brasil               |
| 4°       | Honduras             |
| 5°       | Estados Unidos       |
| 6°       | Aruba                |
| 7°       | Perú                 |
| 8°       | Bandera de Guatemala |
| 9°       | Chile                |